# Paul Kelly (chanteur)
Pour les articles homonymes, voir Paul Kelly et Kelly.
Paul Kelly, chanteur et auteur-compositeur, est né le 19 juin 1940 à Miami, en Floride, aux États-Unis, et mort le 4 octobre 2012 en Caroline du Sud.

## Albums et singles

### Singles
- 1966 : Nine Out Of Ten Times (Philips)
- 1970 : The Day After Forever (Happy Tiger)
- 1971 : Soul Flow (Happy Tiger)

### Albums
- 1970 : Stealing In The Name Of The Lord   Happy Tiger HT-1015
- 1972 : Dirt   Warner Bros 2605
- 1973 : Don't Burn Me       Warner Bros BS 2689
- 1974 : Hooked, Hogtied & Collared  Warner Bros  BS 2812
- 1977 : Stand On The Positive Side    Warner Bros3026
- 1992 : Gonna Stick And Stay        Bullseye Blues
- 1998 : Let's Celebrate Life          Ripete
- 1999 : The Best Of Paul Kelly      Warner Bros